# Okay (ORF)
Okay war ein von 1979 bis 1987 ausgestrahltes Musik- und Jugendkulturmagazin des ORF. Ausstrahlungstermin der einstündigen Sendung war das sonntägliche Vorabendprogramm (18 Uhr 30). Ab Mitte der 1980er Jahre wurde sie im 2-Wochen-Rhythmus alternierend mit Ohne Maulkorb gesendet. Ab 1985 war Okay auch auf 3sat zu sehen.
Sie wurde zunächst vor allem von Peter Hofbauer und Vera Russwurm, die durch die Samstagabendshow Tritsch Tratsch in Österreich bereits hohe Bekanntheit genoss, moderiert. Die Themen der Sendung überschnitten sich oftmals mit Ohne Maulkorb, jedoch wurden bei Okay häufig auch sogenannte „Boulevardelemente“ ins Programm genommen. In einer der ersten Ausgaben war ein von Helmut Frodl geführtes Interview mit Wolfgang Fellner über die von ihm gegründete Jugendzeitschrift Rennbahn-Express zu sehen. Okay war die erste ORF-Serie, die vollständig mittels Videotechnik als Auftragsproduktion in einer privaten Filmfirma hergestellt wurde. Die produzierende Firma war „RPV Video“, Produzent und leitender Regisseur war Ronald P. Vaughan.
1987 wurden Okay und Ohne Maulkorb von der wöchentlich ausgestrahlten Nachfolgesendung X-Large abgelöst. In der letzten Ausgabe vom 4. Oktober 1987 wurde das neuerschienene Album Bad von Michael Jackson vorgestellt und das Musikvideo zum Titelstück präsentiert.